# Teoriile conspirației masonice
Teoriile conspirației masonice sunt teorii ale conspirației care implică masoneria. Există sute de astfel de teorii ale conspirației care au fost descrise începând cu sfârșitul secolului al XVIII-lea. În general, aceste teorii se împart în trei categorii distincte: politice (care implică, de obicei, acuzațiile de control al guvernului asupra populației, în special în Statele Unite și Regatul Unit), religioase (care implică, de obicei, acuzații anti-creștine sau credințe și practici satanice), și culturale (care implică, de obicei, divertisment popular). Mulți scriitori ai teoriei conspirației au considerat că francmasonii (și prin urmare și Cavalerii Templieri) sunt adoratori ai diavolului; aceste idei fiind bazate pe interpretări greșite ale doctrinelor acestor organizații.
Există teorii conspirative masonice care se ocupă de fiecare aspect al societății. Majoritatea acestor teorii se bazează pe una sau mai multe dintre următoarele ipoteze:
- Această francmasonerie este propria sa religie, necesită credință într-un "zeu" masonic unic și că credința în acest "zeu" masonic este contrară învățăturilor diferitelor religii de masă (deși observate, de obicei, prin a fi contrar crezului creștin)[9]
- Că gradul 33 al Ritului Scoțian este mai mult decât o diplomă de onoare, împreună cu credința că majoritatea francmasonilor nu cunosc organele ascunse sau secretive de conducere din cadrul organizației lor, care le guvernează, conduc ritualul ocult sau controlează diverse poziții ale puterii guvernamentale[10]
- Că există un organism centralizat la nivel mondial care controlează toate marile loji masonice și, prin urmare, toate francmasoneria la nivel mondial acționează într-o manieră unificată.

## Lista teoriilor de conspirație asociate cu masoneria

### Teorii politice
- Sistemul judiciar britanic este puternic infiltrat cu masoni, care dau altor colegi masoni „beneficiul îndoielii” în instanță, subminând sistemul juridic.[11][12] Lucrul a fost negat la procesul lui Frederick Seddon (en), care a cerut ajutor în calitate de frate mason, la care judecătorul francmason nu doar că nu l-a achitat pe Seddon, dar a afirmat că Francmasoneria nu încurajează, ci condamnă crimele[13].
- Masoneria este controlată de Illuminati, mai ales în gradele superioare; masonii Illuminati controlează în secret multe aspecte majore  ale societății și ale guvernului, precum și încearcă să instaureze Noua Ordine Mondială.[14][15][16] Unele teorii de conspirație care implică masonii și iluminatii includ Ordinul Templierilor și Evrei, ca parte a presupusului plan de control universal al societății. Acest tip de teorie a conspirației a fost descris încă în 1792 de mai mulți autori din Franța și Scoția.[1]
- Masoneria este frontul evreiesc pentru dominația mondială sau cel puțin este controlat de evrei pentru acest scop.

### Teorii bisericești
Există o serie de revendicări, făcute preponderent de protestanți conservatori, precum că  masonii cu statut superior înșeală pe cei mai inferiori și dezvăluind culte religioase separate:
- masonii se închină lui Lucifer sau lui Satana adesea atribuite citatelor lui Albert Pike[18]
- masonii îi venerau pe Baal, Bafomet, Dajjal sau Rahu[19]

## Vezi și
- Anti-Masonerie
- Teoria conspirației iudeo-masonice